# 布施殿台城
布施殿台城（ふせとのだいじょう）は、千葉県いすみ市下布施にあった日本の城。

## 概要
上総広常の居城とされる城の1つである。「吾妻鏡」「源平盛衰記」などには広常の館の場所は記載されていないが、「房総志料」をはじめとするいくつかの資料に布施村所在説が掲載されている。「吾妻鏡」に記載されている安房の国東條の旅館から2日で到達できる地点として、布施村は有力な候補地の1つである。しかし、広常の居城にまつわる伝承地は多く、高藤山城、大柳館などとともにその1つに過ぎない。
布施地区には、数多くの広常にまつわる伝承がある。城のすぐ下の農家には、広常の位牌が保存されている。この位牌の表には、「総見院殿観宝広恒大居士」という広常の法名が書かれており、裏には「建久七辰九月二十五日上総介広常」と書かれているという。また、いすみ市の上布施から下布施にかけての住民が年番で広常の座像を収納する厨子を保管している。
しかし、かつて住民の中には、伝承を上総景清と混同している者もいたほか、村内に実際にはないはずの頼朝の経過地を示す伝承地があるなど、混乱も見られるという。

## 構造
布施殿台城は、いすみ市下布施にあり、同所にある酪農家の後方の台地南部を奥殿台、北部を前殿台という。ここが、広常の居館があった本丸の跡と考えられる。布施川が台地の裾を流れ、ところどころに崖や絶壁もあり、天然の要害を形成している。周辺には、物見塚、根小屋、堀内、鍛冶屋敷、要害台、戦場など城に関係が深いと見られる地名を多く残している。

## アクセス
- JR外房線・いすみ鉄道いすみ線 大原駅から市内循環バス 下布施下車